# Kaple svatého Kříže (Ostaš)
Kaple svatého Kříže je římskokatolická kaple na Ostaši, patřící do farnosti Police nad Metují. Je chráněna jako kulturní památka České republiky.

## Historie
V roce 1421 vtrhli Slezané do Čech a vypálili město Polici. Protože Police nebyla chráněna žádnými hradbami, mnozí obyvatelé města i okolních vesnic se ukryli na vrchu Ostaši. Ostaš byla v té době porostlá hustým lesem a skály poskytovaly dobrý úkryt pro malý počet lidí, ale ne pro tisícihlavé zástupy. Když Slezané 27. května 1421 vypálili město, podle pověsti prozradil úkryt obyvatel hlavňovský mlynář Holinka, který byl za zradu přivázán ke stromu a sťat. Nedlouho po této události byl na místě jeho popravy postaven kříž a v roce 1484 byla zbudována kaple sv. Kříže západně od současné kaple. Místo získávalo na významu po údajném zázračném uzdravení slepé dívky v 16. století. V roce 1515 putoval polický Petr Bílek do Říma, aby vypomohl udělení stodenního odpustku každému, kdo v některý z pěti určených dní v roce kapli navštívil, vykonal zde zpověď a finančně přispěl na údržbu kaple. Bula toto potvrzující byla vydána 24. března 1515. K získání odpustků byla pořádána častá procesí z Police.
V roce 1669 nechal opat broumovského kláštera Tomáš Sartorius dřevěnou kapli přestavět a rozšířit. Protože stále nedokázala pojmout poutníky, pověřil roku 1711 opat Otmar Daniel Zinke polického políra Pavla Jelínka výstavbou nového kamenného kostela, dokončeného v roce 1720. Kostel měl mimo hlavního oltáře sv. Kříže dva další postranní oltáře, sv. Vavřince a sv. Benedikta, které byly posvěceny 22. září 1737. Původní dřevěná kaple byla stržena. Kostel byl zrušen Josefem II. v roce 1787 a kámen z něj byl prodán Janu Palatovi ze Žďáru, který v roce 1788 kostel zbořil. Současnou kapli sv. Kříže nechal ze zbývajícího kamene bývalého kostela vystavět Celestýn Velc z Ostaše, který se údajně k jejímu zřízení zavázal na bojišti u St. Lucie ve válce rakousko-italské. Slíbil, že pokud vyvázne z boje zdráv, obnoví ostašskou kapli. V roce 1924 byla kaple opravována nákladem majitele, hostinského Pohly. V tom samém roce byl za milodary zakoupen nový zvon z broumovské dílny Oktaviána Wintera, který byl slavnostně posvěcen 8. června 1924.

## Architektura
Zděná stavba nepravidelného šestibokého půdorysu. Podélné strany měří 570 cm. Střecha byla původně krytá štípaným šindelem, dominuje jí malá čtyřboká věž se zvonem. Uvnitř je kaple v nejširším bodu široká 875 cm a její délka je 6 metrů. Interiér je spoře osvětlen dvěma okny proti vchodu.

## Bohoslužby
Bohoslužby se konají při příležitosti svátku Povýšení svatého Kříže, který se slaví 14. září.